# Vices and Virtues
Albums de Panic! at the Disco
Pretty. Odd.
(2008) Too Weird to Live, Too Rare to Die!
(2013)

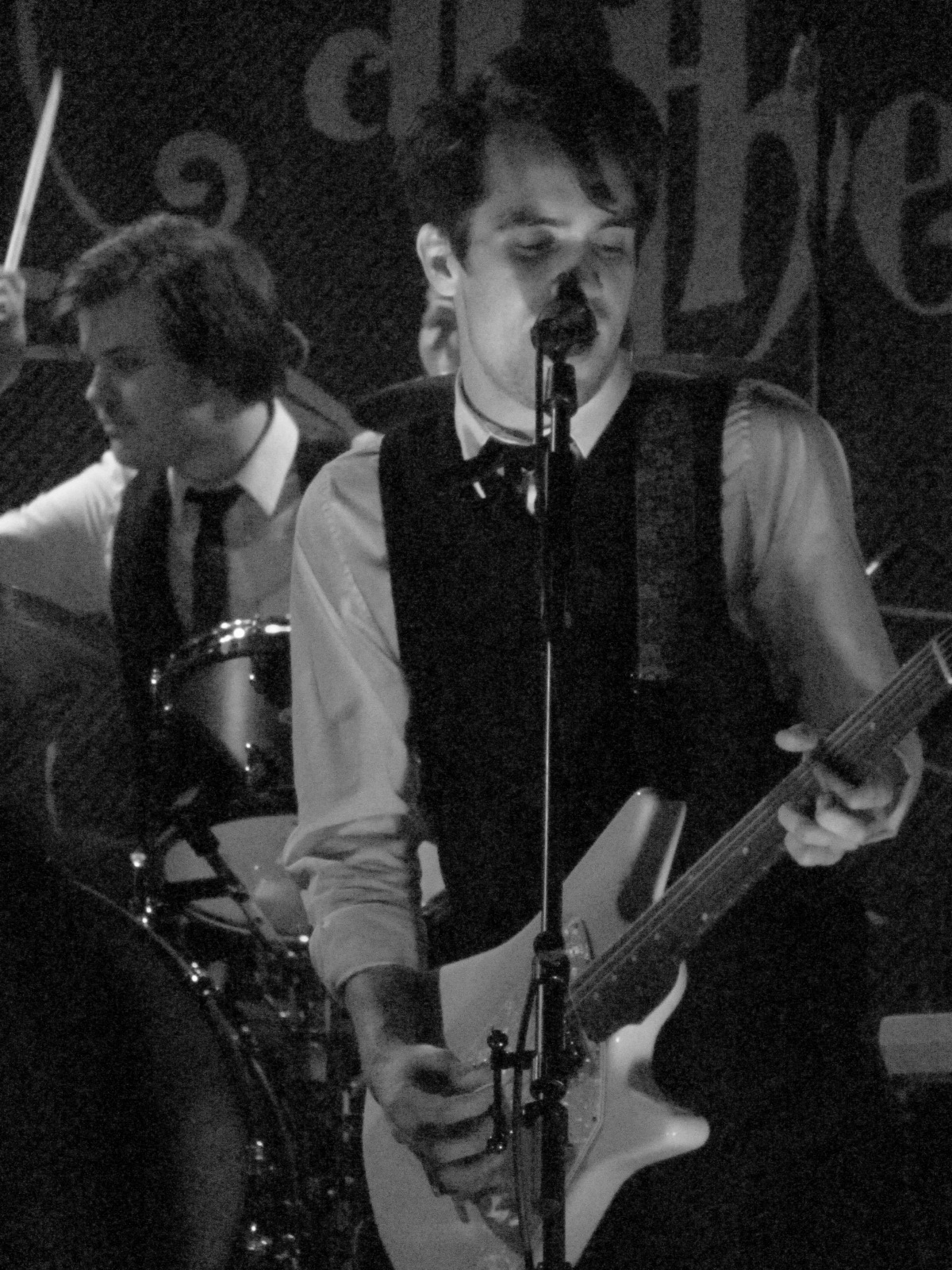
Le duo de Panic! At the Disco en 2011

Vices & Virtues est le troisième album du groupe Panic! at the Disco sorti le 18 mars 2011. C'est le premier album depuis le départ de Ryan Ross, chanteur et guitariste et Jon Walker, bassiste.

## Pistes de l'album
| 1.    | The Ballad of Mona Lisa               | Urie/Smith/Walker/Feldmann | 3:49 |
| 2.    | Let's Kill Tonight                    | Urie/Smith                 | 3:34 |
| 3.    | Hurricane                             | Urie/Smith/Feldmann        | 4:25 |
| 4.    | Memories                              | Urie/Smith/Feldmann        | 3:26 |
| 5.    | Trade Mistakes                        | Urie/Smith/Feldmann        | 3:36 |
| 6.    | Ready to Go (Get Me Out of My Mind)   | Urie/Smith                 | 3:37 |
| 7.    | Always                                | Urie/Smith/Feldmann        | 2:34 |
| 8.    | The Calendar                          | Urie/Smith/Feldmann        | 4:43 |
| 9.    | Sarah Smiles                          | Urie/Smith/Feldmann        | 3:33 |
| 10.   | Nearly Witches (Ever Since We Met...) | Urie/Smith/Feldmann/Ross   | 4:16 |
| 48:02 |                                       |                            |      |

| Shockhound bonus track | Shockhound bonus track | Shockhound bonus track | Shockhound bonus track | Shockhound bonus track | Shockhound bonus track | Shockhound bonus track | Shockhound bonus track | Shockhound bonus track | Shockhound bonus track |
| No                     | Titre                  | Durée                  |                        |                        |                        |                        |                        |                        |                        |
| ---------------------- | ---------------------- | ---------------------- | ---------------------- | ---------------------- | ---------------------- | ---------------------- | ---------------------- | ---------------------- | ---------------------- |
| 11.                    | Kaleidoscope Eyes      | 3:20                   |                        |                        |                        |                        |                        |                        |                        |
| 40:47                  |                        |                        |                        |                        |                        |                        |                        |                        |                        |

| Deluxe edition bonus tracks | Deluxe edition bonus tracks | Deluxe edition bonus tracks | Deluxe edition bonus tracks | Deluxe edition bonus tracks | Deluxe edition bonus tracks | Deluxe edition bonus tracks | Deluxe edition bonus tracks | Deluxe edition bonus tracks | Deluxe edition bonus tracks |
| No                          | Titre                       | Auteur                      | Durée                       |                             |                             |                             |                             |                             |                             |
| --------------------------- | --------------------------- | --------------------------- | --------------------------- | --------------------------- | --------------------------- | --------------------------- | --------------------------- | --------------------------- | --------------------------- |
| 11.                         | Stall Me                    | Urie/Smith                  | 3:10                        |                             |                             |                             |                             |                             |                             |
| 12.                         | Oh Glory (demo)             | Urie/Smith                  | 3:03                        |                             |                             |                             |                             |                             |                             |
| 13.                         | I Wanna Be Free             | Urie/Smith                  | 2:45                        |                             |                             |                             |                             |                             |                             |
| 14.                         | Turn off the Lights         | Urie/Smith                  | 4:00                        |                             |                             |                             |                             |                             |                             |
| 50:25                       |                             |                             |                             |                             |                             |                             |                             |                             |                             |

| iTunes Deluxe edition bonus tracks | iTunes Deluxe edition bonus tracks    | iTunes Deluxe edition bonus tracks | iTunes Deluxe edition bonus tracks | iTunes Deluxe edition bonus tracks | iTunes Deluxe edition bonus tracks | iTunes Deluxe edition bonus tracks | iTunes Deluxe edition bonus tracks | iTunes Deluxe edition bonus tracks | iTunes Deluxe edition bonus tracks |
| No                                 | Titre                                 | Durée                              |                                    |                                    |                                    |                                    |                                    |                                    |                                    |
| ---------------------------------- | ------------------------------------- | ---------------------------------- | ---------------------------------- | ---------------------------------- | ---------------------------------- | ---------------------------------- | ---------------------------------- | ---------------------------------- | ---------------------------------- |
| 11.                                | Stall Me                              | 3:10                               |                                    |                                    |                                    |                                    |                                    |                                    |                                    |
| 12.                                | Oh Glory (demo)                       | 3:03                               |                                    |                                    |                                    |                                    |                                    |                                    |                                    |
| 13.                                | The Ballad of Mona Lisa (Music video) | 3:34                               |                                    |                                    |                                    |                                    |                                    |                                    |                                    |
| 47:14                              |                                       |                                    |                                    |                                    |                                    |                                    |                                    |                                    |                                    |

| 14. | Bittersweet | 3:34 |